# 770 Bali
För andra betydelser, se Bali (olika betydelser).
770 Bali eller 1913 TE är en asteroid i huvudbältet, som upptäcktes den 31 oktober 1913 av den tyske astronomen Adam Massinger i Heidelberg. Den har fått sitt namn efter indonesiska ön Bali.
Den har en diameter på ungefär 16 kilometer.